# アメリカSFファンタジー作家協会
アメリカSFファンタジー作家協会 (Science Fiction and Fantasy Writers Association) 、略してSFWA（(/ˈsɪfwə/ または /ˈsɛfwə/)）はアメリカ合衆国のSF、ファンタジーに関する非営利団体。
1965年、デーモン・ナイトらによりScience Fiction Writers of America, Inc.として創設され、のちScience Fiction and Fantasy Writers of Americaに改称し、2022年にアメリカ国外の会員が増えたことを反映してScience Fiction and Fantasy Writers Associationに改称した。2007年の時点で会員総数は約1500人であり、2022年には2500人を超えた。
正会員や準会員になるには、英語でSF、ファンタジー、または隣接ジャンルの作品（書籍、ゲーム、コミック、グラフィックノベル、脚本など）を発表していて、一定の商業的基準を満たす必要がある。国籍や在住国は問われない。

## 活動内容
年に一回の総会（ビジネスミーティング）を、ワールドコンで（アメリカ国外開催の年は北米SF大会で）開催している。

### 作家活動の支援
出版業界における詐欺などの調査および注意喚起、出版トラブルの仲裁、訴訟費用の貸付、物故作家の著作権リスト整備など。

### 各賞の授与
ネビュラ賞、アンドレ・ノートン賞、レイ・ブラッドベリ賞、デーモン・ナイト記念グランド・マスター賞などの授与。

### イベントの主催・参加
ネビュラ・アワード・ウィークエンド、年次レセプション、リーディング・イベントなどを主催するほか、団体として国内外のブックフェア・出版イベント・コンベンションに参加している。

## 授賞
- ネビュラ賞（Nebula Awards）
1965年より[7]。
- デーモン・ナイト記念グランドマスター賞（Damon Knight Memorial Grand Master Award）
1975年より。SFおよびファンタジー分野に関する生涯の功労を称えて贈られる[8][9]。
- インフィニティ賞（Infinity Award）
2023年より。デーモン・ナイト記念賞を検討されるより前に亡くなった人物に追贈される。[10]
- 名誉作家号（Author Emeritus）
1995年から2009年まで。SFおよびファンタジーに関して顕著な貢献をなした人物に贈られた[11]。
- アンドレ・ノートン賞（Andre Norton Nebula Award）
2005年より。ヤングアダルト、ミドルグレードの作品に贈られる。賞名はアンドレ・ノートンを記念している[12]。
- レイ・ブラッドベリ賞（Ray Bradbury Nebula Award）
1992年より。映像・演劇などのプレゼンテーションに対して贈られる。賞名はレイ・ブラッドベリを記念している[13]。
- ケビン・オドネル・ジュニア記念SFWA貢献賞（Kevin O'Donnell Jr. Award for Service to SFWA）
1995年より。SFWAへの貢献を顕彰する賞[14]。
- ケイト・ウィルヘルム記念ソルスティス賞（Kate Wilhelm Solstice Award）
2009年より。SFおよびファンタジー分野に関する生涯にわたる貢献を顕彰する賞[15]。 2016年に現行の賞名に変更された[16]。

## 歴代会長
括弧内は在職期間。
- デーモン・ナイト（1965年 - 1967年）
- ロバート・シルヴァーバーグ（1967年 - 1968年）
- アラン・E・ナース（1968年 - 1969年）
- ゴードン・R・ディクスン（1969年 - 1971年）
- ジェイムズ・E・ガン（1971年 - 1972年）
- ポール・アンダースン（1972年 - 1973年）
- ジェリー・パーネル（1973年 - 1974年）
- フレデリック・ポール（1974年 - 1976年）
- アンドリュー・J・オファット（英語版）（1976年 - 1978年）
- ジャック・ウィリアムスン（1978年 - 1980年）
- ノーマン・スピンラッド（1980年 - 1982年）
- マータ・ランドル（1982年 - 1984年）
- チャールズ・シェフィールド（1984年 - 1986年）
- ジェイン・ヨーレン（1986年 - 1988年）
- グレッグ・ベア（1988年 - 1990年）
- ベン・ボーヴァ（1990年 - 1992年）
- ジョー・ホールドマン（1992年 - 1994年）
- バーバラ・ハンブリー（英語版）（1994年 - 1996年）
- マイケル・カポピアンコ（1996年 - 1998年）
- ロバート・J・ソウヤー（1998年）
- ポール・レヴィンソン（1998年 - 2001年）
- ノーマン・スピンラッド（2001年 - 2002年）
- シャロン・リー（2002年 - 2003年）
- キャサリン・アサロ（2003年 - 2005年）
- ロビン・ウェイン・ベイリー（英語版）（2005年 - 2007年）
- マイケル・カポピアンコ（2007年 - 2008年）
- ラッセル・デイヴィス（英語版）（2008年 - 2010年）[17]
- ジョン・スコルジー（2010年 - 2013年）
- スティーヴン・グールド（英語版）（2013年 - 2015年）
- キャット・ランボー（英語版）(2015年 - 2019年）
- メアリ・ロビネット・コワル（2019年 - 2021年）
- ジェフ・ケネディ（英語版）（2021年 - ）

## 関連
- 日本SF作家クラブ - 日本国内の同様の組織